# 新撰菟玖波集
『新撰菟玖波集』（しんせん つくばしゅう）は、連歌（れんが）の選集の一つ。一条冬良および三条西実隆、宗祇、兼載らが共同編集して室町時代後期の1495年（明応4年）に成立した。全20巻。収録された連歌は1429年の作品がもっとも古い。この選集は文人との交流があった武将である大内政弘の発起によって出来た。収録作は全2052句で、後土御門天皇や心敬、宗砌、選者である宗祇が作った連歌の他、武士が作った連歌も多く選ばれている。「連歌がもっとも洗練された時期の選集」と評価されている。
1396年に成立した連歌選集である『菟玖波集』と同様に付句（つけく）を和歌の勅撰集のテーマ別分類（部立〈ぶだて〉）にならって分類し前句（まえく）と共に収載し、発句（ほっく）はまとめて『新撰菟玖波集』では第19巻と第20巻に収載してある。ただし『新撰菟玖波集』には俳諧の部はない。当時はユーモアや滑稽をねらった俳諧の連歌が流行していたが、『新撰菟玖波集』の編者は俳諧の連歌を収録せず、洗練された句風である純正連歌すなわち有心連歌（うしんれんが）の確立を意図した。
奥田勲他編による『新撰菟玖波集全釈』全8巻および別巻が三弥井書店によって1999年から2009年にかけて刊行された。他に岩波書店の『日本古典文學大系』第39巻『連歌集』に伊地知鐵男の校訂・注釈によって「新撰菟玖波集抄」として一部分が収録されている。研究書として1969年に風間書房より刊行された金子金治郎著『新撰菟玖波集の研究』がある。